# Beraea pullata
Beraea pullata – gatunek owada z rzędu chruścików i rodziny Beraeidae. Larwy prowadzą wodny tryb życia.
Występuje w całej Europie, larwy spotykane we wszystkich typach wód (Botosaneanu i Malicky 1978). Limneksen, krenofil.
Imagines łowione są nad starorzeczami w Górach Świętokrzyskich.
Gatunek rzadko spotykany w bagnach Finlandii, na Łotwie, na źródliskowym brzegu jezior oraz nad Balatonem. Larwy obecne są w torfowiskowych limnokrenach w Rumunii.